# Poecile davidi
Poecile davidi е вид птица от семейство синигерови (Paridae).

## Разпространение и местообитание
Видът е ендемичен за централните части на Китай. Среща се в южната част на Гансу, западен Хубей, южната част на Шънси и Съчуан.
Естественото му местообитание са субалпийските гори на 2135 – 3400 м надморска височина.

## Описание
Тази птица достига на дължина до 12 – 13 сантиметра при тегло от 10 – 12,5 грама и на външен вид наподобява жалобния синигер (P. lugubris). Има черна глава с бели бузи, тъмно сиво-кафяв гръб, крила и опашка и ръждивокафяви долни части.